# ジーン・カーソン
ジーン・カーソン（Jean Carson, 1923年2月28日 - 2005年11月2日）は、アメリカ合衆国の舞台、映画、テレビの女優。1960年代のシットコム『メイベリー110番』のファン・ガールズの1人で知られる。

## 経歴
父アレキサンダー・W・カーソン、母セイディ(旧姓リート。コネチカット植民地の最初の知事であるウィリアム・リートの子孫)の娘として生まれる。最初にショー・ビジネスに興味を持ったのはインディアンの少女を演じた時であった。12歳の頃、職業として初めて5ドルで『カルメン』の小さい役をもらい、チャールストン中を巡業した。
高校生の頃、「最も女優として成功しそうな少女」に選ばれた。1948年、カーネギーメロン大学で勉強後、母親にブロードウェイに行くことを告げた。ジョージ・S・カウフマンの『Bravo 』でブロードウェイ・デビュー。その他のブロードウェイ出演作品は、マクドナルド・ケイリーと共演の『Anniversary Waltz 』、彼女がトニー賞にノミネートされメルヴィン・ダグラスと共演の『Bird Cage 』など。
その後『Studio One 』、『NBC Presents 』、『トワイライト・ゾーン』(『A Most Unusual Camera 』でロッド・サーリングにより特別に用意されたポーラ役)、『Ford Theatre 』など連続テレビ・ドラマの先駆けとなる作品に出演。1959年の『The Betty Hutton Show 』(カーソンによるとハットンは「下品で口やかましいおばさん」で、役者人生の中で唯一楽しくなかった仕事だったとしている)のレギュラー出演、1955年の映画『無警察地帯』、1958年の映画『宇宙船の襲来』の他、1950年代を通して多数の作品にゲスト出演。同じような役(本命ではなく浮気相手のような役)ばかりと感じていた頃、『メイベリー110番』に出演することになる。
1962年のエピソードでナオミという小さな役を演じたが、1962年から1966年にジョイス・ジェイムソン演じるスキッピーと共にファン・ガールズと呼ばれるダフネ役で出演。ダフネは悪名高い浮気者で、ハスキーで誘惑するような声で挨拶をする。
1968年、ピーター・セラーズのコメディ『パーティ』で四番手の役付きとなり、出演映画ではこの作品が最もよく知られている。1970年代前半、女優活動に支障を来たすほどの飲酒問題が起こる。彼女の最後の出演映画は1977年の『おかしな泥棒 ディック&ジェーン』である。次の10年間で徐々に仕事を減らして引退し、子供たちが住む近くのパームスプリングスの辺りに引っ越した。アルコホーリクス・アノニマスとして活動。長年『メイベリー110番』と関係を持ち続け、出演者の作品、コンヴェンション、会合に出席したりファン・レターへの返事を個人的に書いたりしていたが、2005年9月の深刻な発作以降はできなくなっていた。2005年11月2日、脳梗塞の合併症により82歳で死亡。彼女の声はとてもハスキーであったが、喫煙者ではなかった。

## 出演作品
| 年        | 題                                                    | 役                     | 特記事項                 |
| --------- | ----------------------------------------------------- | ---------------------- | ------------------------ |
| 1949      | NBC Presents                                          |                        | テレビ、1エピソード      |
| 1949      | The Philco Television Playhouse                       |                        | テレビ、1エピソード      |
| 1949–1952 | Studio One                                            | Mary Warren            | テレビ、3エピソード      |
| 1950      | The Ford Theatre Hour                                 |                        | テレビ、1エピソード      |
| 1950      | The Trap                                              |                        | テレビ、1エピソード      |
| 1950      | Robert Montgomery Presents                            |                        | テレビ、1エピソード      |
| 1951      | The Adventures of Ellery Queen                        |                        | テレビ、2エピソード      |
| 1952      | Schlitz Playhouse of Stars                            | Model                  | テレビ、1エピソード      |
| 1953      | Eye Witness                                           |                        | テレビ、1エピソード      |
| 1954      | Inner Sanctum                                         | Vera Craig             | テレビ、1エピソード      |
| 1954      | The Mask                                              |                        | テレビ、1エピソード      |
| 1954      | The Man Behind the Badge                              |                        | テレビ、1エピソード      |
| 1955      | 無警察地帯 The Phenix City Story                      | Cassie                 |                          |
| 1957      | The 20th Century Fox Hour                             | Ethel Marzack          | テレビ、1エピソード      |
| 1957      | The Gale Storm Show                                   | Josephine              | テレビ、1エピソード      |
| 1957      | The Court of Last Resort                              | Myra North             | テレビ、1エピソード      |
| 1957      | M Squad                                               | Doris Colby            | テレビ、1エピソード      |
| 1958      | Sugarfoot                                             | Lilly                  | テレビ、1エピソード      |
| 1958      | Bachelor Father                                       |                        | テレビ、1エピソード      |
| 1958      | The Phil Silvers Show                                 | Bidgett Hepperwhite    | テレビ、1エピソード      |
| 1958      | 宇宙船の襲来 I Married a Monster from Outer Space     | Helen Alexander Benson |                          |
| 1958      | Death Valley Days                                     |                        | テレビ、1エピソード      |
| 1958      | ピーター・ガン Peter Gunn                             | Pearl                  | テレビ、1エピソード      |
| 1959      | Frontier Doctor                                       | Flo Warren             | テレビ、1エピソード      |
| 1959      | 悶え The Sound and the Fury                           | Mary Ellen             | クレジット無し           |
| 1959      | General Electric Theater                              | Dorris Krosky          | テレビ、1エピソード      |
| 1959      | Here Come the Jets                                    | Jean                   |                          |
| 1959      | The Walter Winchell File                              | Florrie                | テレビ、1エピソード      |
| 1959      | The Millionaire                                       | Marie                  | テレビ、1エピソード      |
| 1959–1960 | The Betty Hutton Show                                 | Rosemary               | テレビ、エピソード数不明 |
| 1960      | The Chevy Mystery Show                                | Donna                  | テレビ、1エピソード      |
| 1960      | Lock-Up                                               |                        | テレビ、1エピソード      |
| 1960      | トワイライト・ゾーン The Twilight Zone                | Paula Diedrich         | テレビ、1エピソード      |
| 1961      | Ripcord                                               | Blanche Telford        | テレビ、1エピソード      |
| 1961      | Dante                                                 | Ginny Kane             | テレビ、1エピソード      |
| 1961      | Sanctuary                                             | Norma                  |                          |
| 1961      | The Tom Ewell Show                                    | Diane                  | テレビ、1エピソード      |
| 1961      | COronado 9                                            | Lois Dixon             | テレビ、1エピソード      |
| 1961      | アンタッチャブル The Untouchables                     | Sylvia Orkins          | テレビ、1エピソード      |
| 1962      | The Joey Bishop Show                                  |                        | テレビ、1エピソード      |
| 1962      | Stoney Burke                                          | Merle                  | テレビ、1エピソード      |
| 1963      | サンセット77 77 Sunset Strip                          | Viola Dorn             | テレビ、1エピソード      |
| 1962–1965 | メイベリー110番 The Andy Griffith Show                | Daphne                 | テレビ、4エピソード      |
| 1964      | Perry Mason                                           | Mrs. Mitchell          | テレビ、1エピソード      |
| 1964      | One Man's Way                                         | 夫を撃った女           |                          |
| 1964      | Burke's Law                                           | Eagle Eye              | テレビ、1エピソード      |
| 1964      | Wendy and Me                                          | Mrs. Talbot            | テレビ、1エピソード      |
| 1966      | Chamber of Horrors                                    |                        | クレジット無し           |
| 1967      | Warning Shot                                          | Cocktail Waitress      | クレジット無し           |
| 1967      | Gunn                                                  | Waitress               | クレジット無し           |
| 1968      | パーティ The Party                                    | Nanny                  |                          |
| 1968      | The Outsider                                          | Mary Potter            | テレビ、1エピソード      |
| 1969      | Anatomy of a Crime                                    | Mary Potter            | テレビ映画               |
| 1977      | おかしな泥棒 ディック&ジェーン Fun with Dick and Jane | Paula                  |                          |